# Přední Chlum
Přední Chlum je vesnice, část obce Milešov v okrese Příbram ve Středočeském kraji. Nachází se asi dva kilometry severozápadně od Milešova. Katastr osady je na západě a severu ohraničen tokem Vltavy. Je zde evidováno 51 adres. V roce 2011 zde trvale žilo 26 obyvatel.
Přední Chlum je také název katastrálního území o rozloze 2,7 km².

## Historie
První písemná zmínka o vesnici pochází z roku 1603. V 18. století byl Přední Chlum, stejně jako Zadní Chlum, připojen k panství v Zahrádce. V roce 1785 bylo ve vsi evidováno 19 popisných čísel.

## Obyvatelstvo
| Rok            | 1869 | 1880 | 1890 | 1900 | 1910 | 1921 | 1930 | 1950 | 1961 | 1970 | 1980 | 1991 | 2001 | 2011 | 2021 |
| -------------- | ---- | ---- | ---- | ---- | ---- | ---- | ---- | ---- | ---- | ---- | ---- | ---- | ---- | ---- | ---- |
| Počet obyvatel | 312  | 274  | 304  | 309  | 286  | 256  | 246  | 121  | 99   | 71   | 39   | 21   | 19   | 26   | 22   |
| Počet domů     | 45   | 48   | 49   | 49   | 44   | 46   | 45   | 45   | 45   | 23   | 17   | 24   | 24   | 26   | 30   |

## Obecní správa
Při sčítání lidu v letech 1850–1899 Přední Chlum byl osadou obce Kosobudy v okrese Sedlčany. V letech 1900–1949 byl osadou obce Podmoky v okrese Sedlčany. V letech 1950–1960 byl samostatnou obcí, se kterým patřil nejprve do okresu Milevsko, ale od roku 1960 v okrese Příbram. Od 1. července 1960 je částí obce Milešov v okrese Příbram.

## Občanská vybavenost
Ve vesnici funguje obecní rozhlas a bezdrátové připojení k internetu. Není v ní zastávka linkové autobusové dopravy a nejbližší se nachází v osadě Hřebeny. Silnice do vsi byla opravena v roce 2015.[zdroj?]
Nachází se zde také rozhledna Milada, která je v provozu od roku 2017.

## Pamětihodnosti
- Zemědělský dvůr čp. 15
- Dominantou vesnice je udržovaná kaple, která se nachází na mírném návrší. Datace nad vchodem do kaple uvádí 1884.
- Poblíž návesní kaple se v malém lesíku nalézá drobný kříž na kamenném podstavci v ohrádce. Nápis na obdélném štítku je špatně čitelný.
- Při vojenských pozorovacích manévrech v milešovském kraji se v roce 1929 nad vrchem Chlum srazila a roztříštila dvě letadla. Trosky dopadly daleko od sebe. Tři letci zahynuli (jeden nadporučík a dva četaři). Na místě dopadu byly postaveny dva kamenné pomníky s podobenkami.[12] Jeden z pomníků tragicky zemřelých letců se nachází v Předním Chlumu, na okraji lesa u usedlosti čp. 5. Pamětní deska je umístěna v spodní části pomníku. Pod motivem letadla na pamětní desce je uvedený tento nápis. ZDE TRAGICKY ZAHYNULI 5. 9. 1929 nadp. pozorovatel ANTONÍN SELNÁR a četař pilot JAROSLAV BÖLL z 1. leteckého pluku. Nad pamětní deskou jsou umístěné oválné podobenky obou letců. V levé části je vyobrazení vojenského znaku. V horní části pomníku je tentýž znak a motiv prostého kříže. Druhý podobný pomník se nalézá u silnice 0046 z Milešova na hráz Orlické přehrady, poblíž vesnice Hřebeny. Třetí, honosný pomník byl postaven poblíž kostela svatého Mikuláše v nedaleké Krásné Hoře.[12]
- Poblíž rybníka, na samotě zvané U Šplíchalů, je umístěna výklenková kaple.

## Galerie

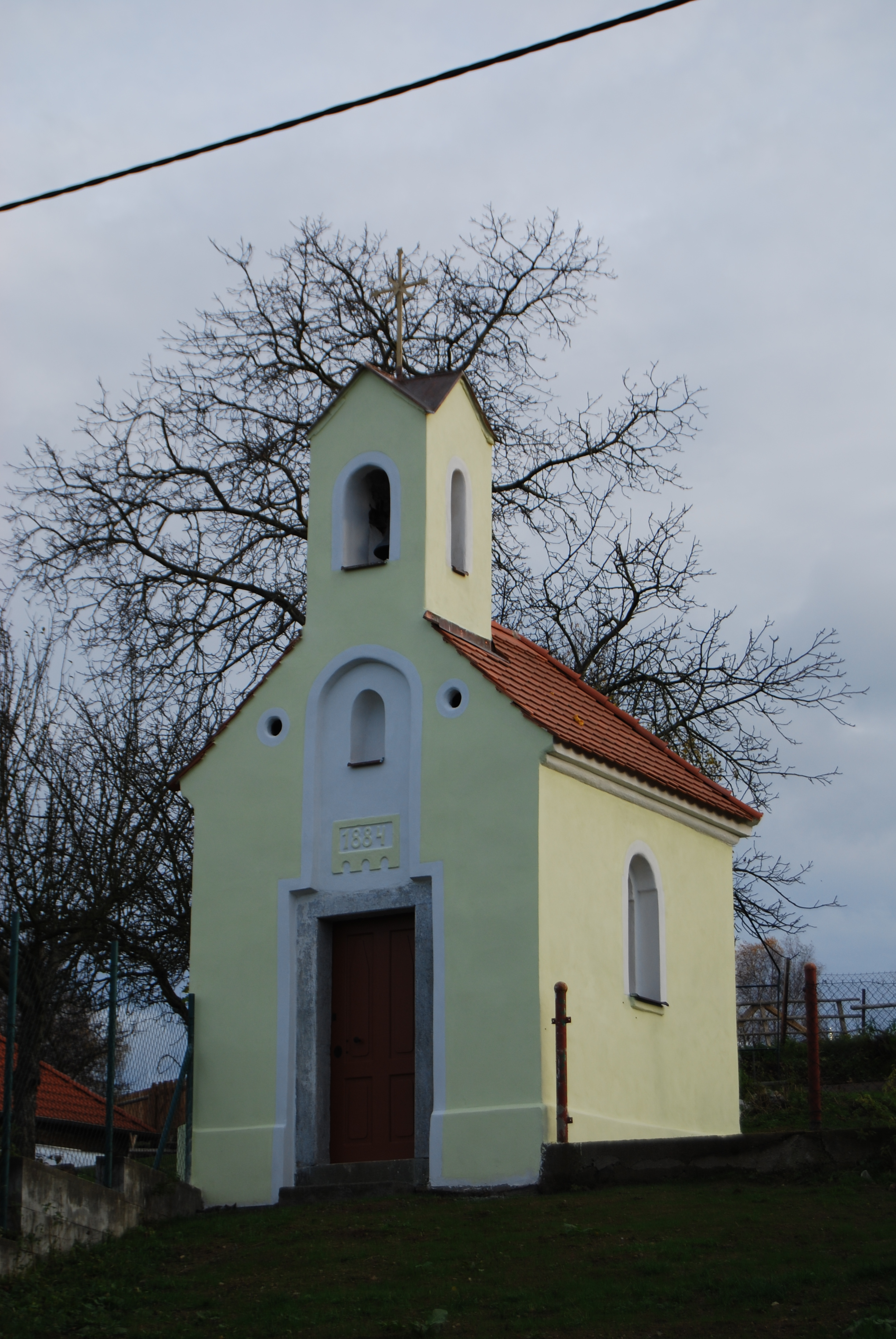
Návesní kaple
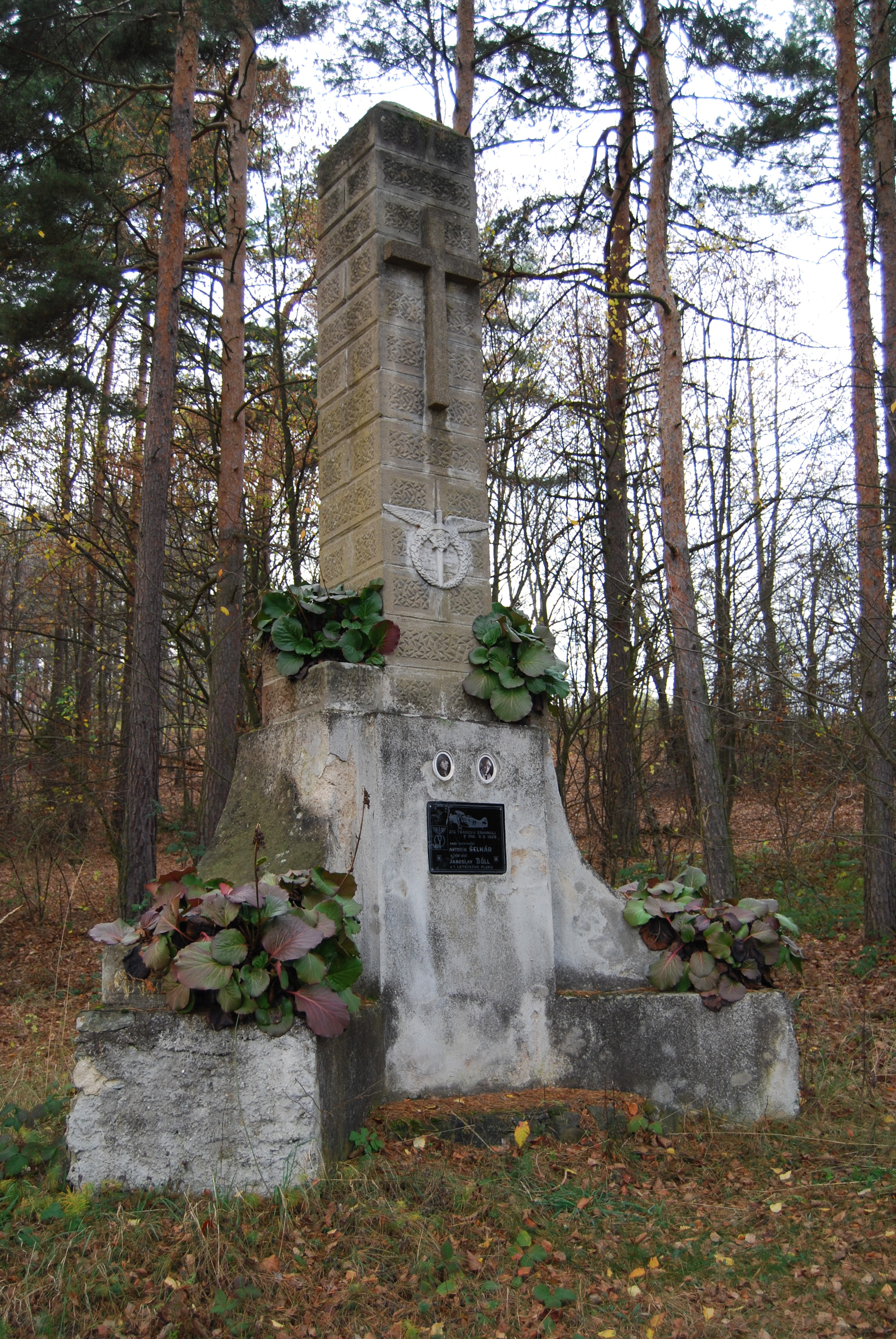
První pomník letců
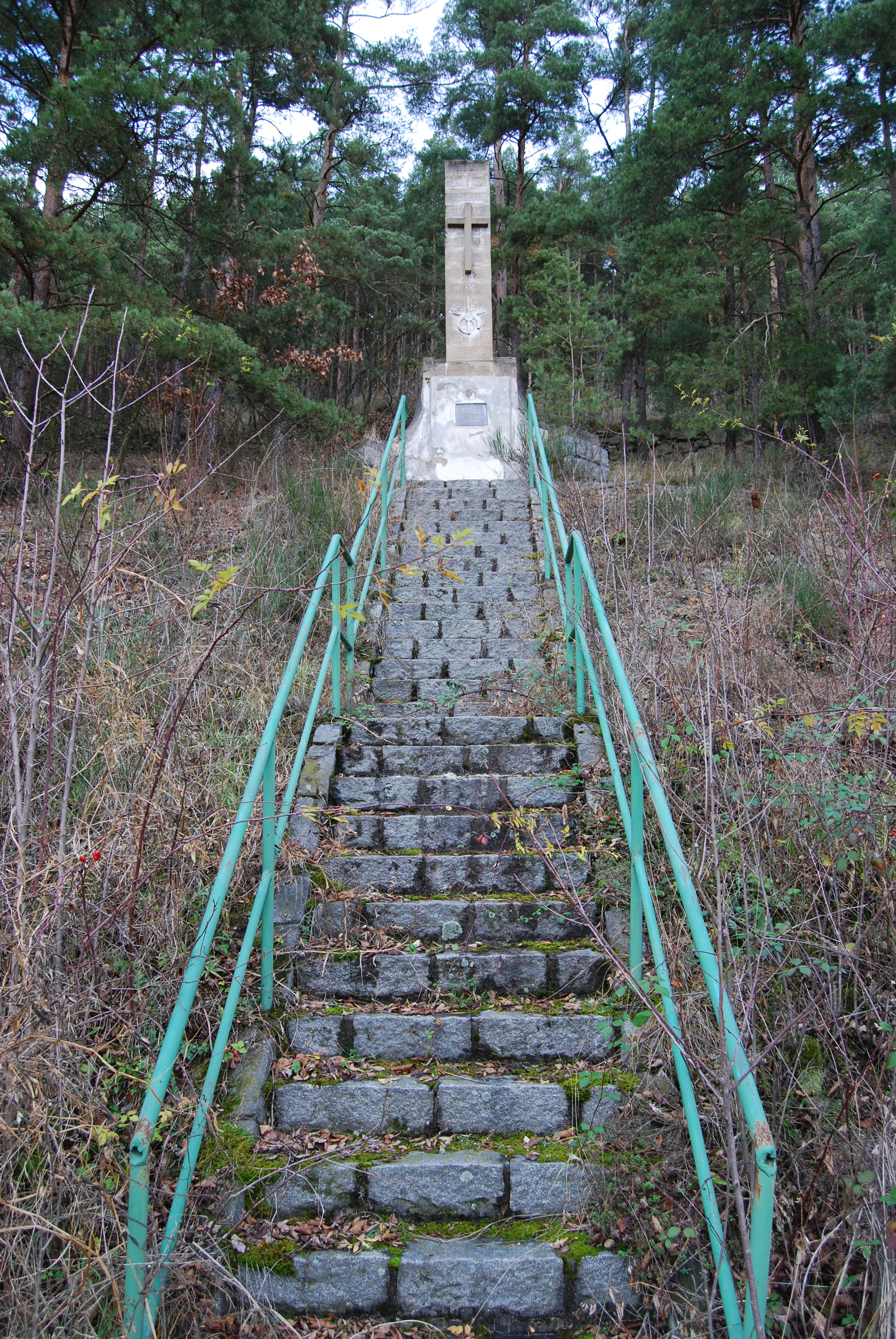
Druhý pomník letců
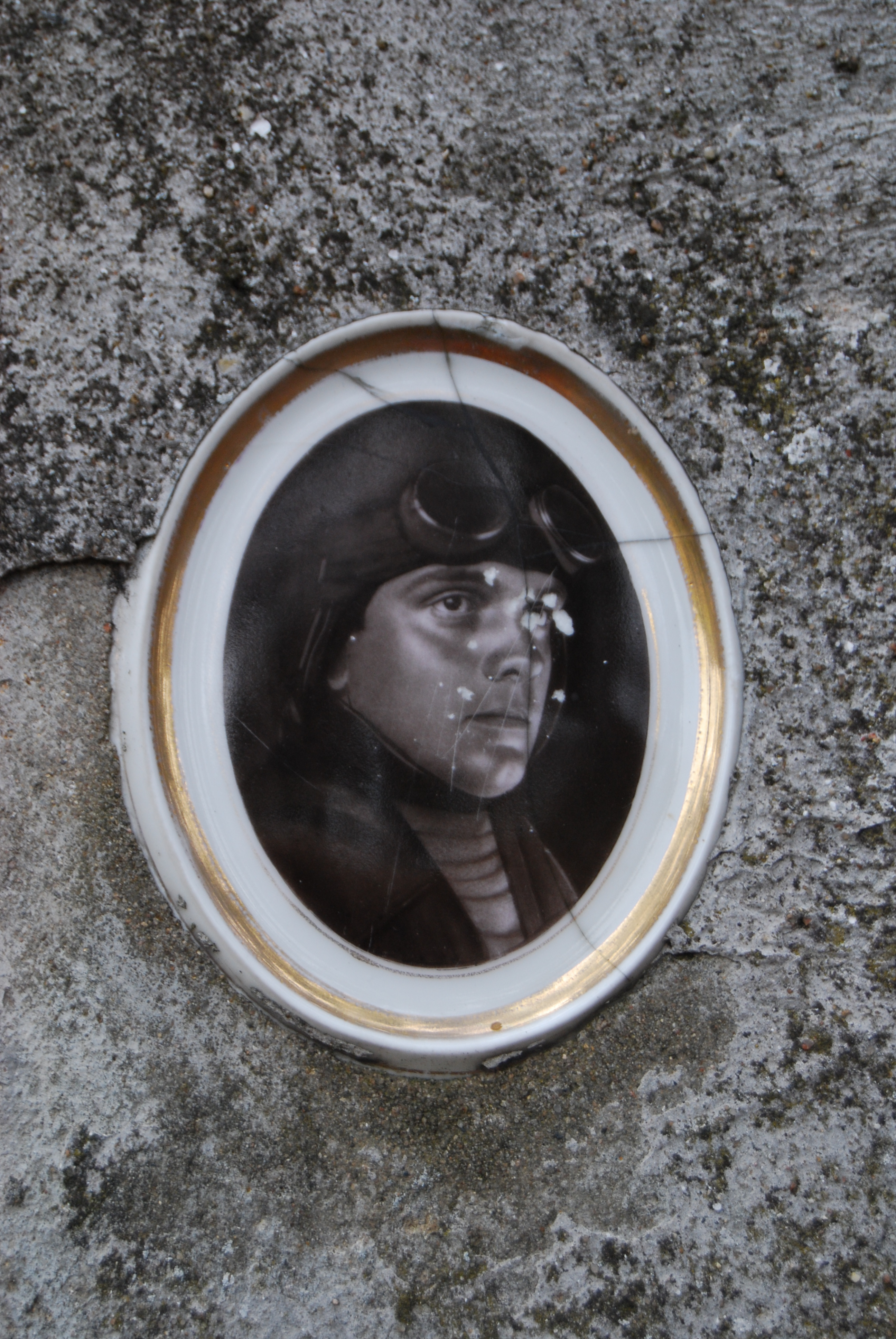
Podobenka jednoho z letců
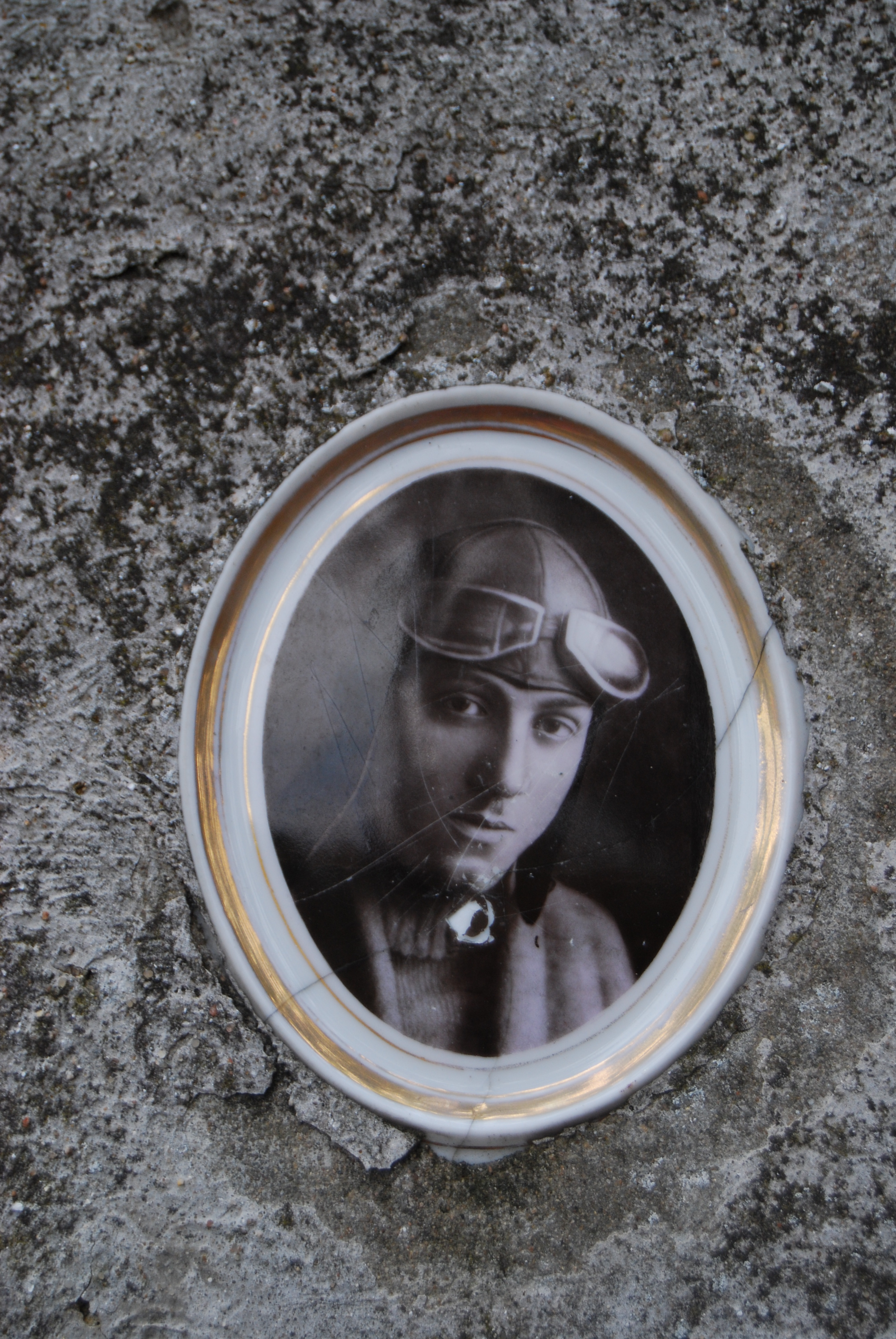
Podobenka jednoho z letců